# Kalkoven Kroongroeve
De Kalkoven Kroongroeve is een kalkbranderij in Zuid-Limburg in de Nederlandse gemeente Voerendaal aan de rand van deze gemeente nabij de gemeentegrens met Valkenburg aan de Geul. Het bouwwerk staat ten noordwesten van het station Schin op Geul direct aan de spoorlijn Aken - Maastricht. 
Op ongeveer een kilometer naar het westen ligt de Kalkoven Schaelsberg en op ongeveer 150 meter naar het noorden ligt de Kalkoven Walem.
Het terrein van de kalkoven is privébezit en niet toegankelijk.

## Geschiedenis
Op 6 augustus 1916 werd er een vergunning aangevraagd voor de oprichting van een kalkbranderij door de N.V. Vereenigde Kroongroeven, opgericht door scheikundige W. Kroon. Het plan omvatte een tijdelijke veld-kolenovens en vier permanente gaskalkovens en een kalkmergelfabriek. Op 23 augustus 1916 werd de vergunning verleend. Achter de kalkbranderij lag een groeve waar kalksteen gewonnen werd.
Op 18 juni 1919 werd de gemeente Voerendaal aangeschreven met de vraag om drekvrije kalkstenen te leveren aan de kalkbranderij in Schin op Geul. Deze vraag was het gevolg van dat de kalksteen die bij Schin op Geul gewonnen werd grotendeels niet geschikt was bevonden voor het branden van kalk, vanwege onzuiverheden die de kalksteen te zacht maakten. Wanneer deze kalk werd gebrand kon ze alleen gebruikt worden voor mortel en het bemergelen.
In maart 1920 ging het bedrijf failliet.

## Kalkoven
De kalkoven heeft twee ovens die volledig overdekt zijn. Onderaan de ovens waren er vier gaten waar de gebrande kalk werd weggeschept. De onderbouw van het bouwwerk heeft drie ingangen die toegang geven tot een ondergronds stelsel van gangen.
De unieke oven is in gebruik als vleermuisverblijf.